# 遊佐和重
遊佐和重（日语：遊佐 かずしげ、1960年—），是日本東京都出身的動畫師、演出家。

## 概要
- 經龍之子Production踏入動畫業界，早期以為名活動，後改同音化名。現開設個人公司「有限会社Mebius Tone」。

- 其妻為動畫師大島利惠，夫婦倆都是愛貓人士，近年來大多從事與貓相關的動畫。例如遊佐負責的NHK時代劇《陽炎劍》OP與ED部分，其登場人物擬貓化，是從觀察貓的動作及表情而來。夫婦倆也一起參予《來來貓》、《嘟嘟貓觀察日記》的製作。

## 製作参加
- 科學小飛俠II（1978-1979年、動画）
- 旋風小飛俠（1979-1980年、作画）
- 福星小子（1981-1986年、原画）
- 美雪、美雪（1983-1984年、角色設計&作画監督）
- 玻璃假面（1984年、原画）
- 街角的童話（1984年、角色設計）
- TOUCH 鄰家女孩（1985-1986年、作画監督）
- 故鄉重現 日本的古老傳說（1986年、作画）
- 時空鼠譚[1]（1988年、OP作画&作画監督）
- 彼得潘的冒險（1989年、作画監督）
- 阿鶴公主（1990年、角色設計&作画監督）

- 歡樂嚕嚕米一家（1990-1991年、OP&ED動畫）
- 有趣的名作童話館（1996-1997年、CG）
- 老鼠與飯糰（1996年、監督&角色設計&CG）
- 畢達哥拉斯知識開關（2002年、動畫，NHK兒童節目）
- 遊戲學日語（2003年、動畫，NHK兒童節目）
- 遊戲捉迷藏（2003年、動畫，NHK兒童節目）
- 與媽媽同樂（不明、動畫，NHK兒童節目）
- 練馬蘿蔔兄弟（2006年、音樂監修）
- 陽炎劍（2007-2010年、OP&ED動畫，NHK土曜時代劇）
- 元氣媽媽（2009-2010年、原画）
- 來來貓（2009年-、動畫標題）
- 嘟嘟貓觀察日記（2012年、動畫標題&演出）
- 信长的忍者（2016年、OP数码合成）

## 外部連結
- 遊佐和重的Facebook專頁